# Hélène de Fonsèque
Hélène de Fonsèque de Surgères (Surgères, circa 1546 - aldaar, 15 januari 1618) was een hofdame van Catharina de' Medici. Ze was de muze van dichter Pierre de Ronsard.

## Levensloop

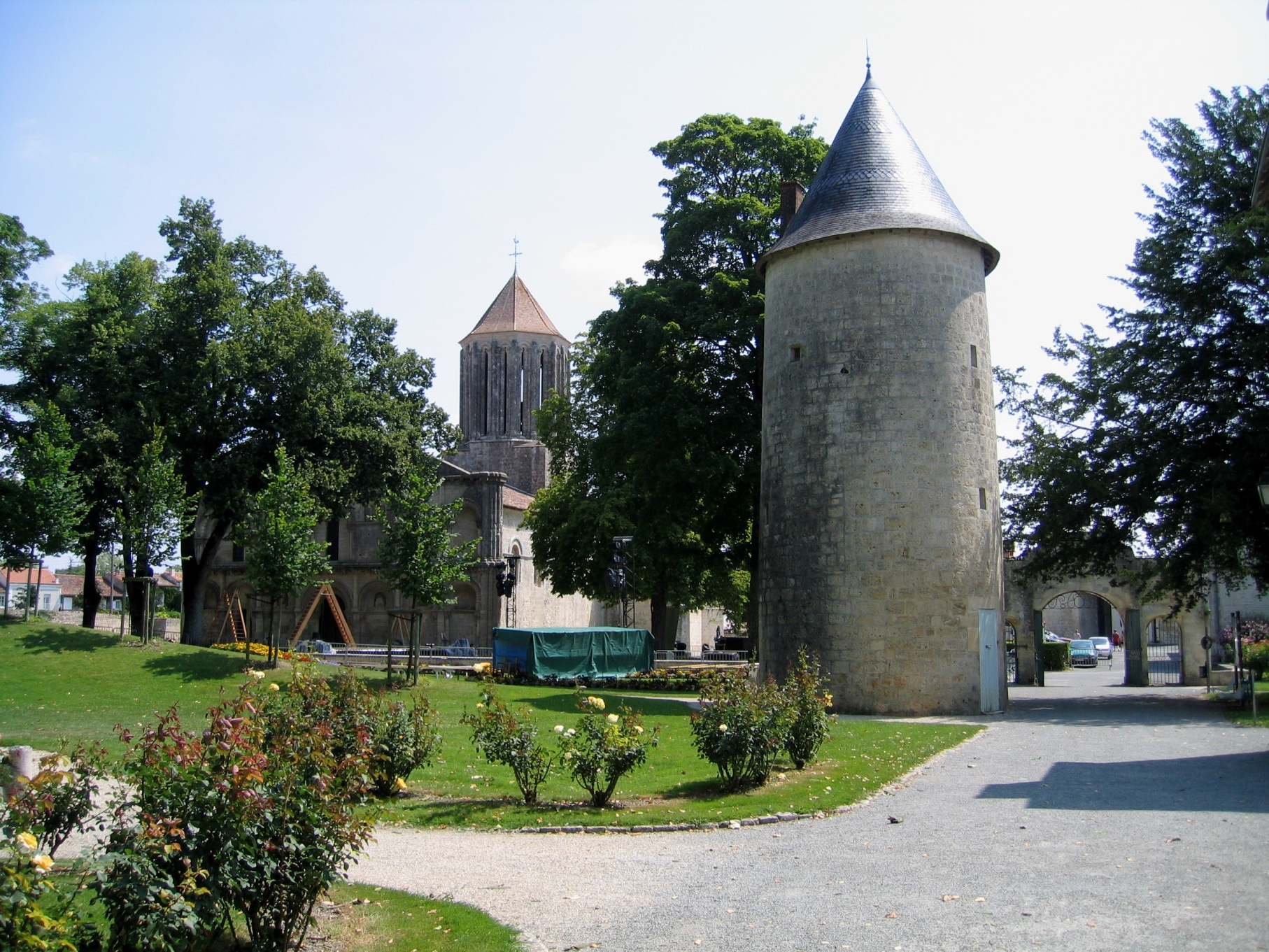
De Tour Hélène met daarachter de Notre-Damekerk, resten van het kasteel van Surgères

Ze was de dochter van René de Fonsèque en Anne de Cossé-Brissac. Haar vader was baron van Surgères in de provincie Aunis. De familie de Fonsèque was van Spaanse oorsprong en bezat de heerlijkheid Surgères sinds het midden van de vijftiende eeuw. De familie bleef katholiek terwijl het calvinisme veel aanhangers kreeg in de streek. Hélène de Fonsèque bracht haar jeugd door in Surgères al verbleef ze ook enige tijd in Piëmont waar haar oom Charles de Brissac gouverneur was.
Via haar moeder, die van hoge adel was, werd Hélène in 1566 aangenomen aan het Franse hof als eredame van koningin-moeder Catharina de' Medici. Na een tijd kreeg ze de functie van kamenier. Als hofdame nam ze deel aan de jachten te paard, danste ze op feesten en vergezelde de koningin-moeder overal, naar Vincennes, Lyon, Blois, Poitiers. In 1570 maakte ze kennis met Pierre de Ronsard die onmiddellijk op haar verliefd werd. Ronsard beschreef haar als jong, mooi en koket, met donker haar en blauwe ogen. Pas na vier jaar durfde hij haar zijn liefde verklaren, maar de liefde was niet wederzijds. Ronsard was meer dan twintig jaar ouder en bovendien bleef Hélène trouw aan haar verloofde, Jacques de La Rivière, die gesneuveld was in de Derde Hugenotenoorlog. Er was wel sprake van vriendschap en de twee spraken af telkens de dichter aan het hof verbleef. In 1578 werden Ronsards Sonnets pour Hélène gepubliceerd.
Hélène de Fonsèque trouwde nooit en bleef vermoedelijk bij de koningin-moeder tot haar dood in 1589. Ronsard was toen al overleden. Ze keerde terug naar Surgères waar haar broer inmiddels baron was. Ze leefde op het familiekasteel en deed aan liefdadigheid. Ze overleed op 72-jarige leeftijd en werd begraven in de Notre-Damekerk, de grafkerk van de familie de Fonsèque. Het grafmonument werd vernield tijdens de Franse Revolutie.